# Rotogriffe

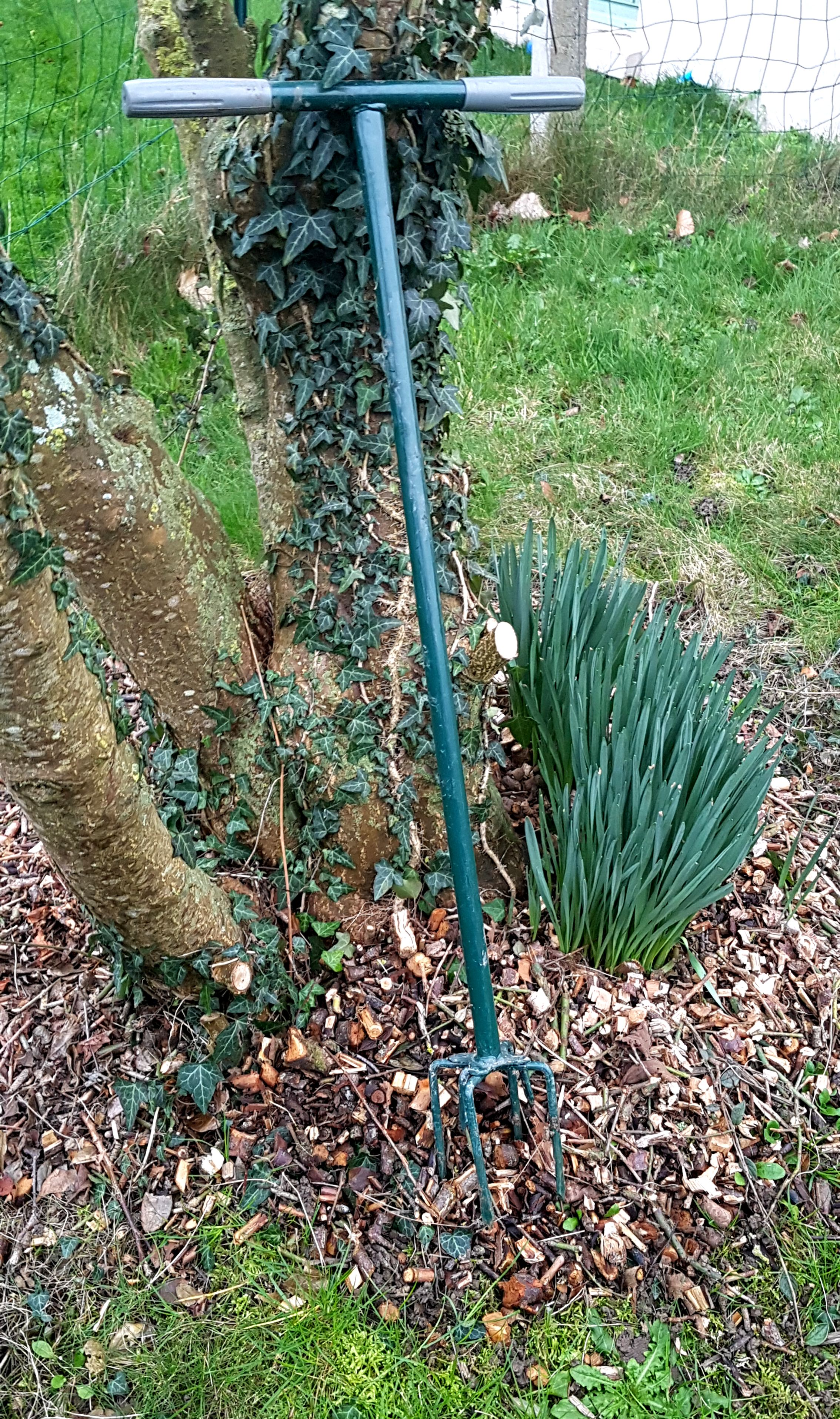
Rotogriffe de jardinage (4 dents)

La rotogriffe ou griffe rotative est un outil de jardinage en forme de griffe. La griffe comporte de 3 à 5 dents, qui sont de forme hélicoïdale ; elle est fixée au bout d'un long manche actionné par un guidon. On l'emploie pour remuer et ameublir la terre par des mouvements rotatifs. Son usage est souvent qualifié de jardinage au naturel, car la terre n'est pas retournée comme avec une bêche, mais seulement aérée par rotation. La rotogriffe convient pour les jardins potagers comme ceux d'ornements. Elle permet de désherber du lierre ou autres herbes à ramification rampantes avec peu d'efforts par rapport à d'autres outils. 

## Description
La rotogriffe est une griffe de jardin, qui va assouplir la couche la plus superficielle du sol. Elle sert à cultiver les légumes et fleurs en pleine terre, car elle facilite l'étape du semis et le développement du système racinaire des jeunes plants.
La rotogriffe présente les éléments suivants :    
- La partie basse est composée de griffes ; au nombre de 4 elles sont disposées en carré (on trouve aussi des modèles à 3 ou 5 dents). Elles sont légèrement cintrées ce qui leur donne une forme hélicoïdale. Elles permettent de sarcler et décompacter la terre jusqu'à une profondeur de 20 cm. Pour les terres lourdes, les modèles avec moins de griffes ou avec des crocs moins longs leur sont préférés, pour faciliter l'enfoncement de l'outil dans la terre[1].
- L'épaulement formé par le dessus des griffes permet d'utiliser l'outil comme une béquille, pour l'enfoncer dans le sol avec le poids du corps.
- Le long manche de la rotogriffe (de 1 à 1,4 m) permet de conserver le dos droit en travaillant, sans avoir à se baisser ou à soulever[1]. Pour certains modèles, la hauteur du manche est ajustable.
- Le guidon en S est conçu pour réduire les efforts.

### Variantes
La griffe rotative à 5 dents est une rotogriffe présentant 4 dents et un pivot central pour un meilleur maintien au sol. Elle se compose :
- En bas, d'une dent centrale axée sur le manche et 4 dents à 90° chacune à un rayon d'environ 7 cm autour de l'axe du manche, chacune munie d'un tranchant permettant de trancher le long du cercle.
- En haut à un guidon équipé de 2 poignées permettant d'exercer un couple à environ 20 cm de l'axe.

#### Principe de fonctionnement
On enfonce les dents de 15 cm environ dans la terre avec le pieds comme pour une fourche. Ensuite, on tourne le guidon d'un quart de tour, ce qui a pour effet de facilement remuer la terre grâce au couple important. On peut ainsi remuer la terre beaucoup plus facilement qu'avec une bêche sur une profondeur d'environ 15 cm. Par contre, on préfèrera la bêche si on souhaite non pas remuer, mais retourner la terre, ce qui demande beaucoup plus d'efforts.
Si on n'enfonce pas complètement les pointes dans la terre, mais superficiellement dans la végétation, on peut facilement arracher les plantes rampantes grâce à l'action du couple.

## Intérêts
Elle permet de travailler la terre en brisant les mottes sans la retourner, ce qui convient pour l'aérer et l'ameublir tout en respectant son équilibre naturel.
L'aération et le décompactage favorisent la vitalité du sol car sa structure n'est pas bouleversée et les micro-organismes qui y résident sont préservés.
La rotogriffe est réputée plus maniable qu'une bêche, surtout pour les sols difficiles, comme les sols argileux. Elle est d'usage courant au printemps après le bêchage pour affiner la terre. Son mouvement rotatif en position debout réduit la pénibilité du travail du sol.

## Inconvénients
L’arrachage des herbes indésirables isolées est facile si la terre est déjà friable ou a été travaillée autrement, sinon l'outil dégage une motte compacte qu’il n’est pas possible d’éclater avec la rotogriffe. Il ne convient pas lorsque le sol s'avère trop compact, trop caillouteux, ou si la végétation présente à désherber est trop importante.

## Applications
Les usages courants de la rotogriffe sont les suivants : 
- Mélanger en surface le terreau ou le compost à la terre du jardin pour la fertiliser,
- Préparer le sol avant semis, car les graines captent mieux les rayons lumineux pour germer lorsque le sol est décompacté, et la plantule transperce aisément la terre dans un sol ameubli[1]
- Faciliter le développement racinaire des jeunes plants ; la terre affinée offre moins de résistance au développement des radicelles, qui vont chercher l'eau et les sels minéraux indispensables à la croissance
- Aérer les sols,
- Ameublir le sol compacté par une pluie ou un orage pour faciliter les arrosages ultérieurs, il en résulte une déperdition d'eau plus faible [2]
- Faciliter le travail entre 2 plants ou rangées assez serrés sans abîmer les végétaux avoisinants. Grâce à ses crocs de petites tailles, l'outil n'abîme pas les racines de végétaux présents[1]
- Récolter les petites pomme de terre[1],
- Désherber les zones d'accès difficile de massifs de fleurs, potagers ou rocailles en déracinant les herbes indésirables ou adventices, surtout celles à racines peu profondes[3]. Elle pourra aussi être utile pour désherber la terre près d'arbustes ou au milieu de rosiers sans se piquer les bras.
- Aérer le compost d'un tas ou d'un composteur